# Аулієколь (Аулієкольський район)
Аулієко́ль (каз. Әулиекөл) — село, центр Аулієкольського району Костанайської області Казахстану. Адміністративний центр та єдиний населений пункт Аулієкольського сільського округу.
Населення — 10857 осіб (2021; 11692 у 2009, 11552 у 1999, 11990 у 1989).

## Видатні уродженці
- Байєр Валентина Іванівна — Герой Соціалістичної Праці.
- Діллер Роман Олександрович (1979—2014) — солдат Збройних сил України, учасник російсько-української війни.